# Heinestraße 10 (Ballenstedt)

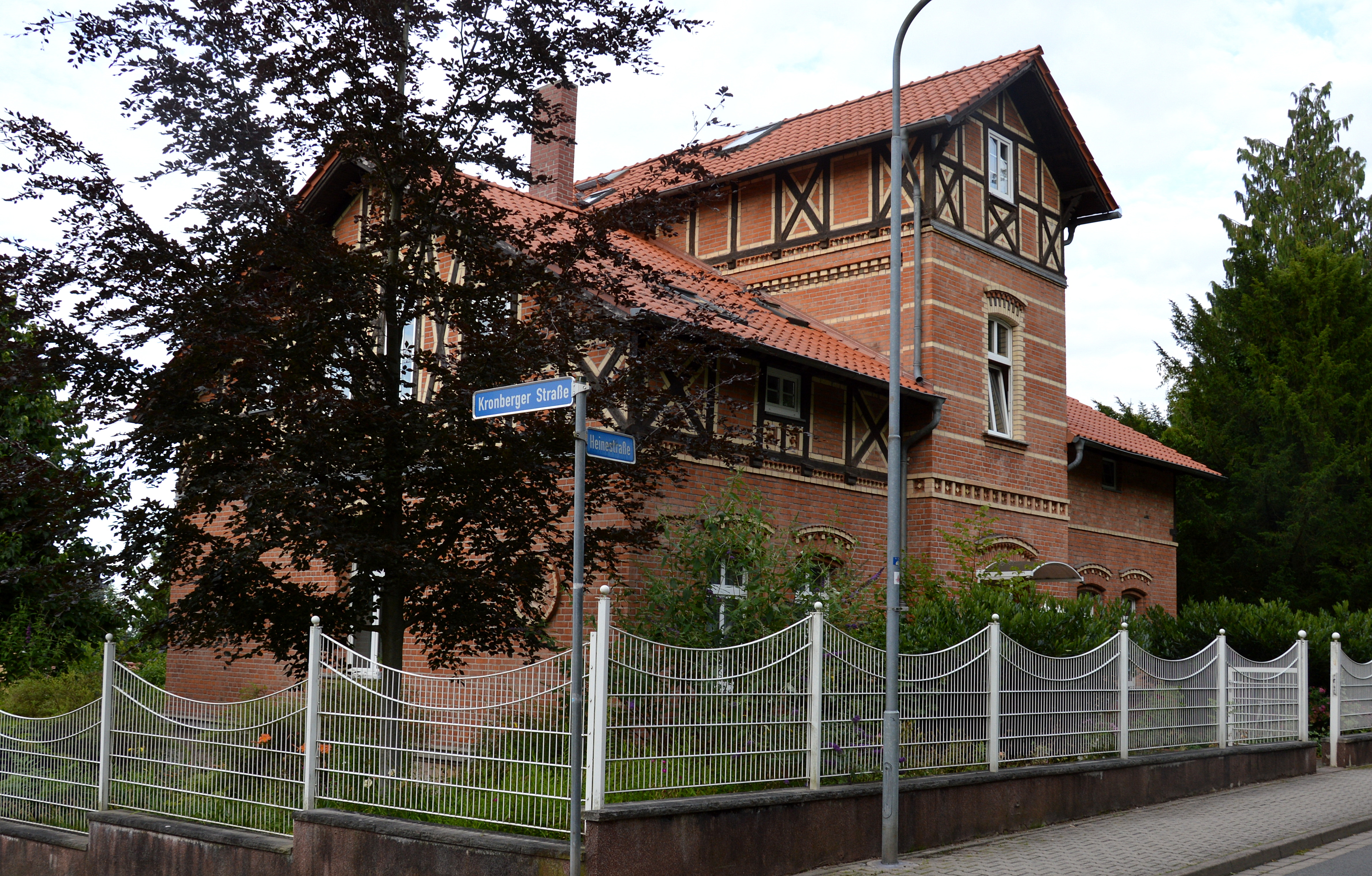
Wohnhaus Heinestraße 10

Das Gebäude Heinestraße 10 ist ein denkmalgeschütztes Wohnhaus in Ballenstedt in Sachsen-Anhalt.

## Lage
Es befindet sich am südlichen Stadtrand Ballenstedts auf der Nordseite der Heinestraße an der Einmündung der Kronberger Straße. Vor dem Haus verläuft der Selketalstieg.

## Architektur und Geschichte
Das Haus entstand Ende des 19. Jahrhunderts mit einer Gebäudekubatur im Stil des Spätklassizismus. Der Bau wird durch einen markanten Mittelrisalit geprägt und verfügt über einen Drempel. Die Fassade des an eine Villa erinnernden Hauses ist durch unterschiedlich farbige Backsteine geprägt. Die Giebel des Hauses verfügen über runde Blendnischen mit Terrakottareliefs.
Im Garten des Anwesens befindet sich ein alter Baumbestand.
Im örtlichen Denkmalverzeichnis ist das Wohnhaus unter der Erfassungsnummer 094 50146 als Baudenkmal verzeichnet.